# Postojenská jeskyně

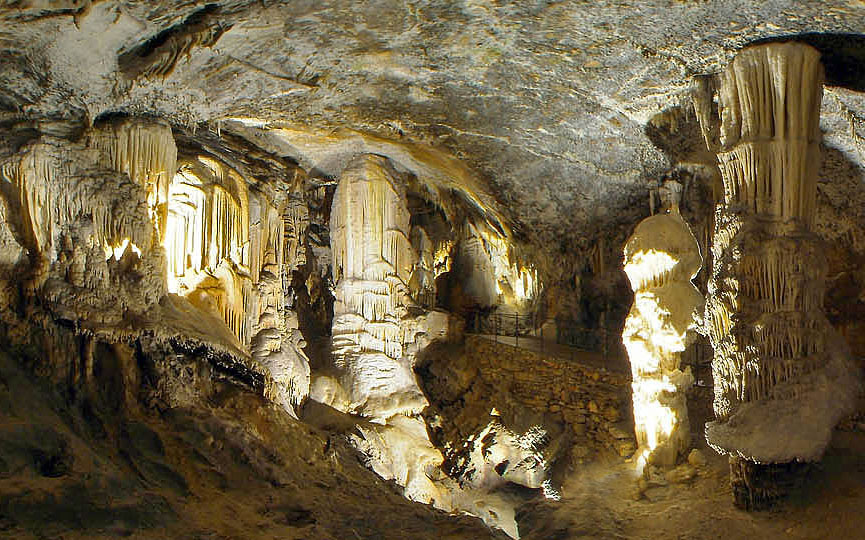
Burgerova podzemní fotografie Postojenské jeskyně, součást projektu Subterranean View, 2000

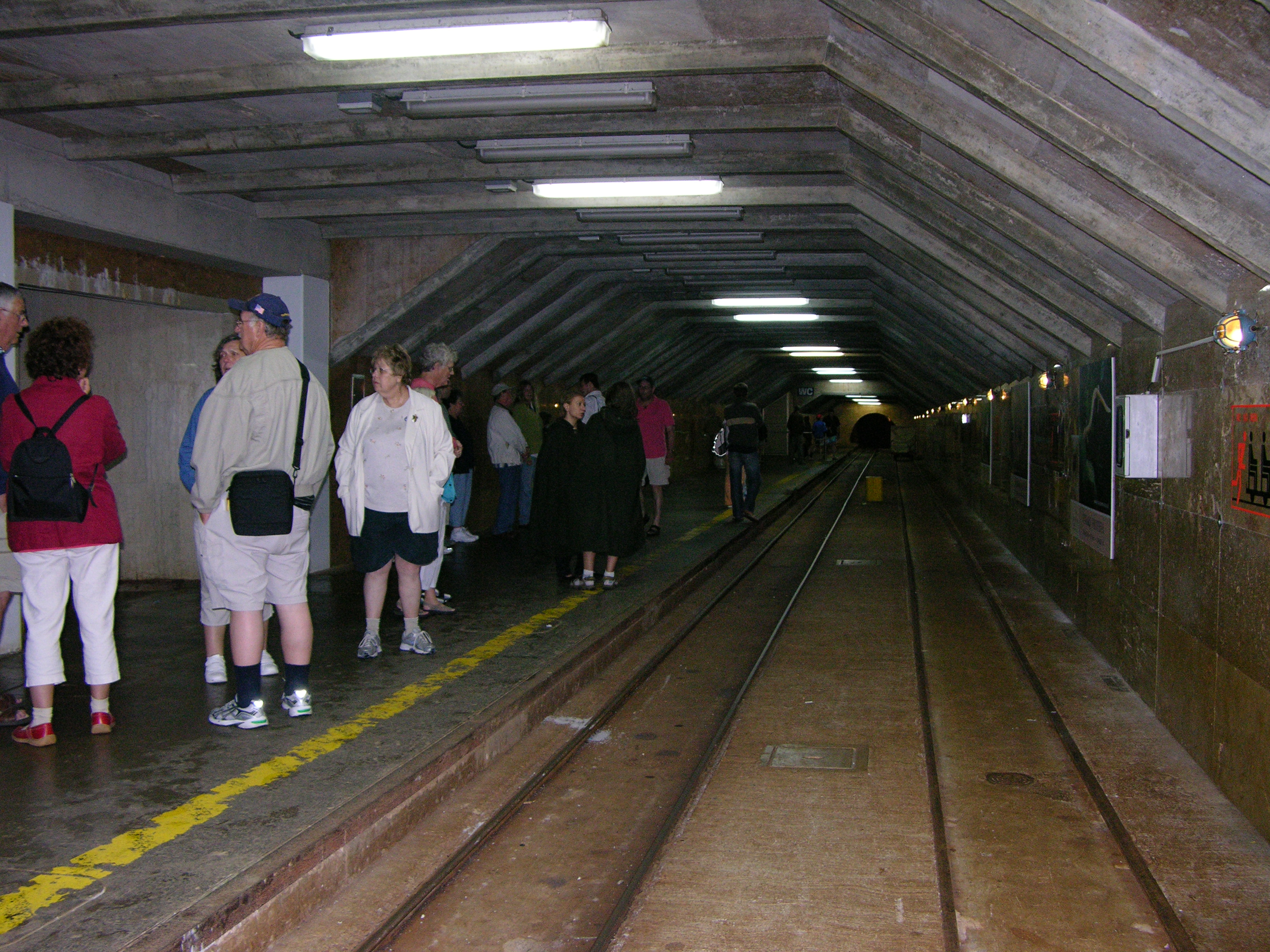
Nástupiště podzemního vláčku v jeskyni

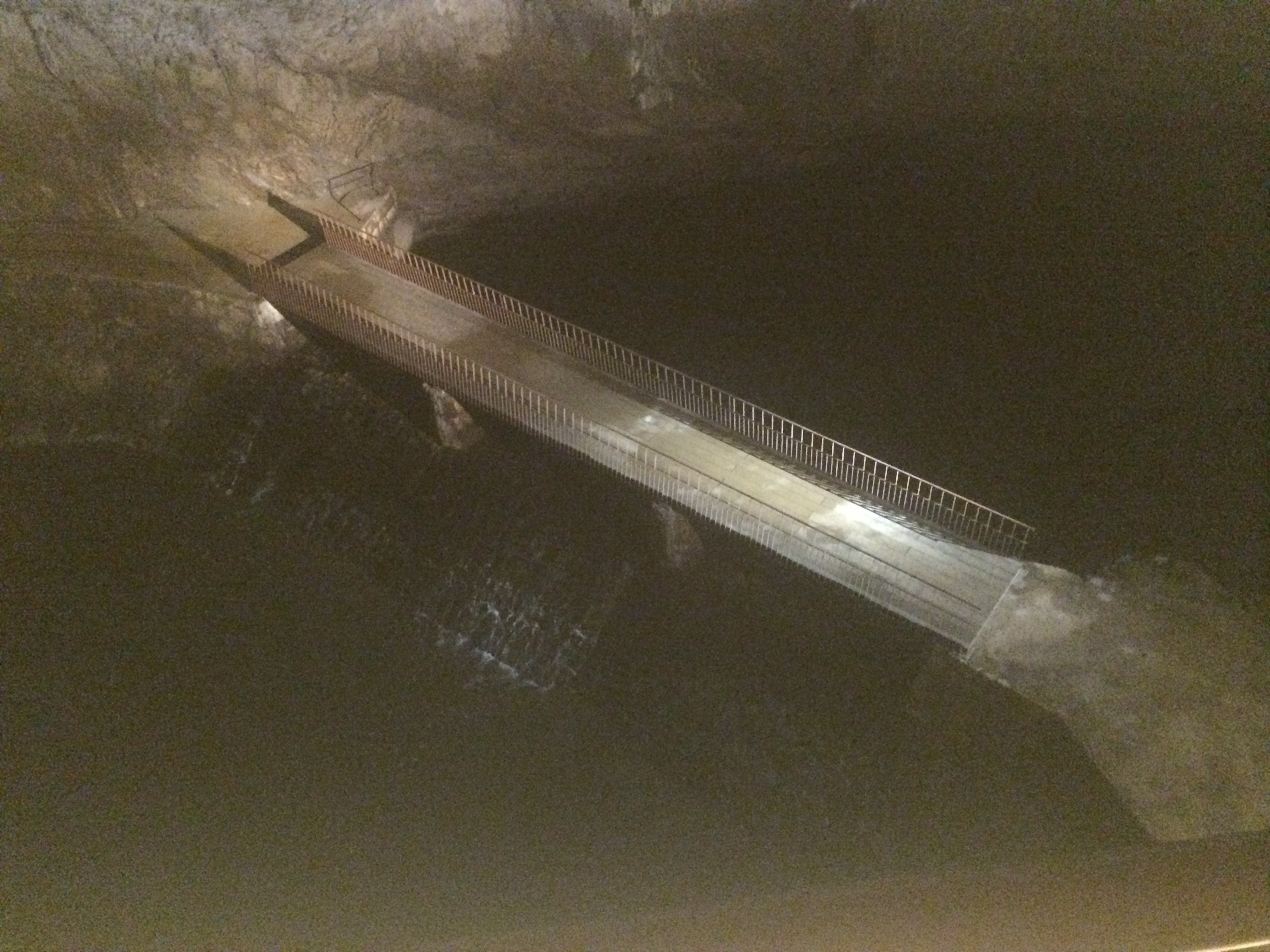
Most přes řeku Pivku uvnitř jeskyně

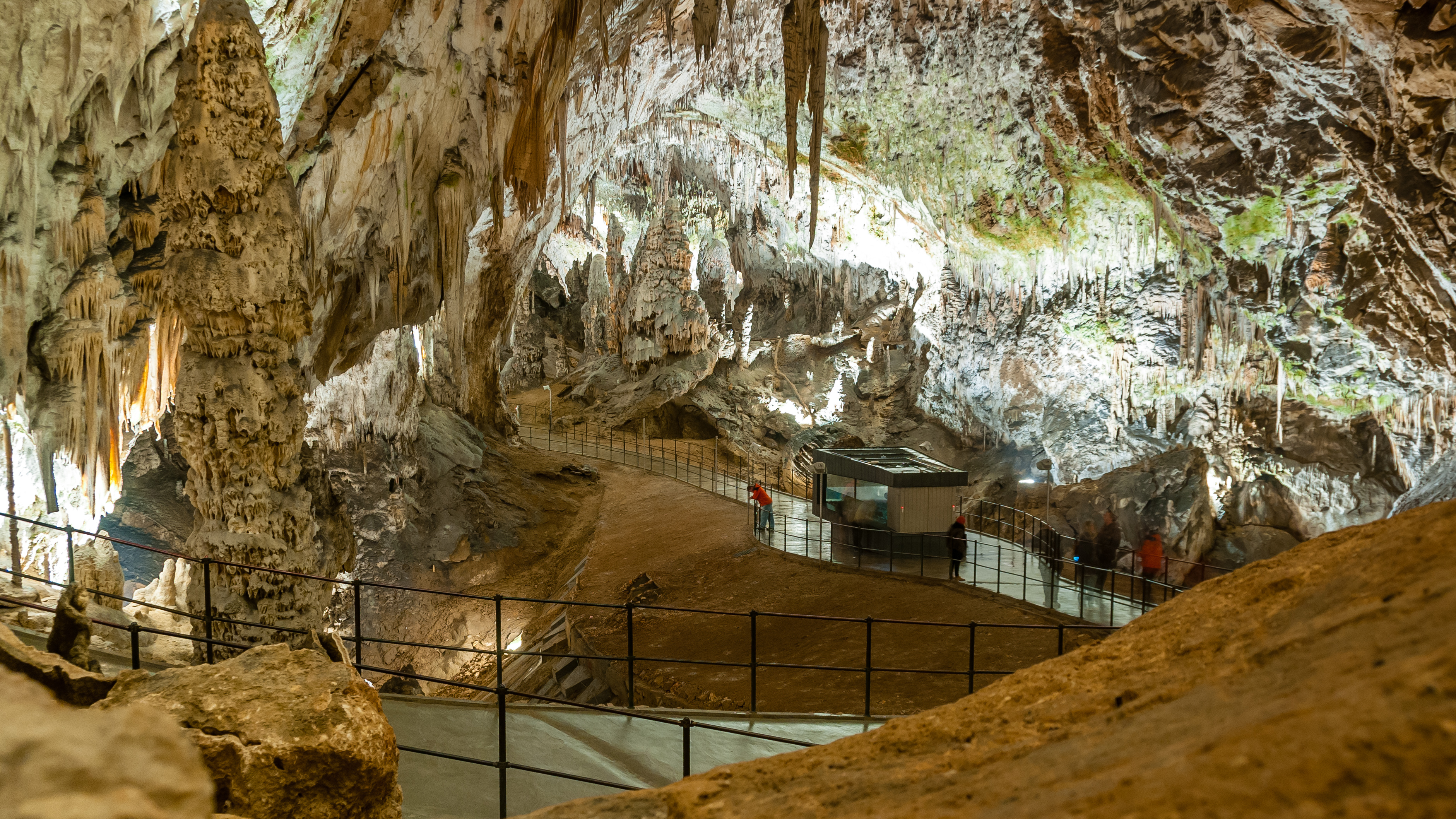
Interiér jeskyně

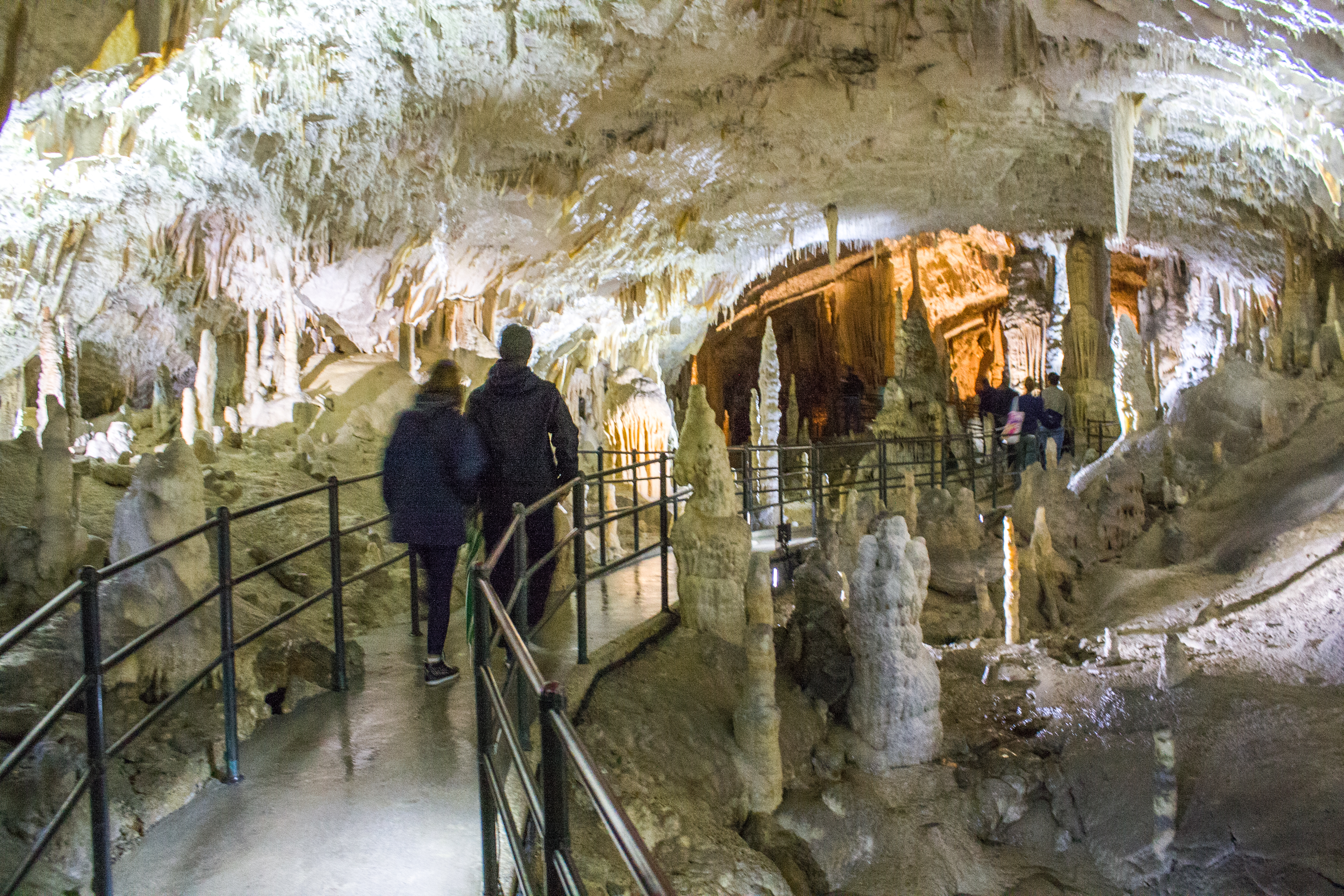
Chodníček se zpřístupněnou částí jeskyně

Postojenská jeskyně (slovinsky Postojnska jama, německy Adelsberger Grotte, italsky Grotte di Postumia) je 24 340 m dlouhým krasovým jeskynním systémem poblíž obce Postojna ve Slovinsku. Do roku 2012 byla označována za nejdelší slovinský jeskynní systém, po objevu nových prostor v jeskynním systému Migovec, které zvedly jeho délku na 25 kilometrů, klesla na druhou příčku. Jedná se o jednu z hlavních turistických lokalit ve Slovinsku.

## Podoba a popis jeskyně
Hlavní jeskyně se táhne ve směru severozápad-jihovýchod. Toto směřování bylo diktováno různými zlomy v okolních horninách. Další části se nacházejí kolmo k uvedenému směru a jsou více rozvětvené, než je tomu v případě hlavní jeskyně.
Jeskynní systém tvoří celkem pět částí (Postojna jama, Črna jama, Otoška jama, dále jeskyně Pivka a Magdalena), které jsou vzájemně propojené pomocí říčky Pivky, některé i proraženými tunely. Toto propojení nicméně není uznáváno podle pravidel speleologie[zdroj?] jako prvek, který by definoval celý systém jako jednu jeskyni, neboť spojnicemi není možné proplavat ani prolézt. 
V nejhlubším místě má jeskyně hloubku 115 až 120 metrů. Nápadný je velký prostor, který se nachází asi 500 m od vstupu, přezdívaný jako Kongresový sál (slovinsky Kongresna dvorana). Některé další podzemní prostory mají své názvy, např. Špagetový sál, který zahrnuje úzké špagetám podobné útvary o délce několika metrů. Známá je také Velká síň s řadou schodů.
Jeskyně má velmi bohatě zdobený interiér stalaktity, stalagmity a stalagnáty. Patří mezi výzdobou nejbohatší jeskyně ve Slovinsku.
V jeskyni se udržuje po celý rok průměrná teplota 8,5 °C, a to v nejvzdálenějších částech, směrem k cestě na povrch se projevují oscilace podle ročních dob.

## Historie
Jeskyně byly vytvořené podzemní říčkou Pivka. Je stará téměř milion let. Rozvíjela se do své současné podoby díky silné erozi (neboť říčka Pivka odnášela v podzemní části svého toku zrnka písku a dalších hornin, které vymílaly vápencovou skálu. Vrstav čistého vápence zde má tloušťku 800 metrů. Navíc různé horotvorné procesy nutily říčku neustále hledat nové koryto.
Prostory jeskyně byly využívány lidmi již v paleolitu.
První zdokumentovaná návštěva jeskyně se uskutečnila podle nápisu na stěně roku 1213.
Ve velkém sem návštěvníci začali přicházet v 16. století v období protestantské reformace. Jeskyně byly poprvé popsány v roku 1689 Janezem Vajkardem Valvasorem v jeho encyklopedii (Die Ehre dess Hertzogthums Crain), další části jeskyní pak byly objeveny v roce 1818 místním usedlíkem Lukou Čečem, který připravoval jeskyně pro návštěvu rakouského císaře Františka. Během příprav totiž nechali dělníci přemostit řeku Pivku, Čeč ji překonal a odkryl další části jeskyně (tehdy bylo prozkoumáno jen několik set metrů celého systému). Návštěva se uskutečnila o rok později. Roku 1824 se zde konalo první taneční představení (v tzv. kongresovém sále). V roce 1850 jeskyně poprvé vědecky zdokumentoval rakousko-český geograf Adolf Schmidl, a to společně s povodím říčky Pivky. Sám se do její podzemní části vydal; cestu dovnitř mu umožnilo sucho, díky kterému byla hladina vody níže než obvykle. Jeho práce se stala klíčovou pro další studium Postojenské jeskyně do budoucna. Mimo jiné uznal Luku Čeče za objevitele podstatné části jeskyně.
Jeskyně byly otevřeny pro veřejnost v roce 1819 a Čeč se stal jejich prvním oficiálním průvodcem. V roce 1872 byl v jeskyni zprovozněn vláček. Trať byla budována 3 měsíce a na její realizaci dohlížel inženýr Gregor Oblak. Roku 1884 jeskyni osvítila elektřina jako druhou svého typu na světě. Elektrické osvětlení tu bylo instalováno dříve než v Lublani. Modernizováno a obnoveno bylo v letech 1901 a 1928. Původní benzínové (zavedené roku 1914) lokomotivy byly roku 1959 nahrazeny elektrickými.
Na konci 19. století zde byla zřízena poštovní pobočka. Jen v roce 1903 zde bylo posláno 13 800 pohlednic. V březnu 1915 zde byla ustanovena polní pošta.
V roce 1901 překročil počet návštěvníků jeskyně číslo 10 000 ročně. Důvodem pro to byla jednak železnice (ta do Postojné vedla již od roku 1857) ale také vzrůstající zájem o celý komplex ve slovinsky i německy vycházejících novinách. Zájem o lokalitu mimo jiné odstartoval i vznik prvních jeskyňářských společností na území dnešního Slovinska. První byla založena roku 1910.
Během první světové války byli ruští zajatci nuceni vybudovat most přes velkou proláklinu uvnitř jeskyně. Dodnes se mu říká proto ruský most. O atmosféře v jeskyni sepsal jedno ze svých děl německý skladatel Helmuth Sommer. Ve 20. letech sem byl umístěn lustr z italského Murana. Otevření jeskyně po skončení války se nicméně oddalovalo, neboť původní vláček byl zničen působením vzdušné vlhosti po několika desítkách let provozu.
Během druhé světové války se zde nacházel sklad paliva, který provozovali nacisté. Slovinští partyzáni ho však zapálili, následovala exploze a oheň, který hořel zhruba týden. Dodnes jsou některé části krápníků černé z požáru. Skladiště paliva bylo určené pro celou oblast od Terstu až po Rijeku. Kromě toho zde byly budovány pro vojenské účely různé další tunely, které Postojenskou jeskyni propojily s jeskyněmi dalšími.
Jeskyni si oblíbil Josip Broz Tito, který sem bral řadu světových státníků na návštěvy. Navštívil ji americký generál[kdo?] již po konci války a také indonéský vůdce Sukarno.
Ještě v dobách existence socialistické Jugoslávie se jeskyně stala nejnavštěvovanější svého druhu na světě a ročně se do ní podívalo téměř okolo milionu návštěvníků. Stále rostoucí poptávka po návštěvě místa a vyšší popularita vytvářely tlak na podzemní vláček, který dokázal přepravit pouhých 2100 lidí denně, neboť na jednokolejné trati bylo možné mít v provozu jen tři vlaky najednou.
Jako atraktivní místo se jeskyně objevila i ve filmu; v 60. letech 20. století se zde natáčely filmy Nibelungové a Vinnetou – Rudý gentleman. V hlavním sále se také dne 12. září 1965 konal IV. mezinárodní speleologický kongres.
Až do roku 2008 bylo možné některé exempléře macaráta jeskynního spatřit přímo u vchodu do jeskyně. Poté byly exempláře přemístěny do vhodné nádrže (vivarium), která se nachází 100 m od vchodu do jeskyně. Další jsou potom vystaveni v akváriu pro veřejnost. V tomto roce jeskyni navštívilo 548 tisíc návštěvníků.
V roce 2013 vydala rakouská a slovinská pošta společnou poštovní známku připomínající existenci poštovní pobočky v prostoru jeskyně. V témže roce také vydalo Slovinsko pamětní dvoueurovou minci s motivem jeskyně.
Od roku 2014 patří k jeskyním i návštěvnické EXPO centrum, kde se nachází stálá expozice která se věnuje významu a dějinám jeskyně.
V červnu 2015 a v květnu 2017 oznámilo ředitelství jeskyně, že potápěči odhalili další zatopenou část jeskyně, která propojuje Postojenskou jeskyni s jeskyní Planina. Celý jeskynní systém se tak oficiálně prodloužil z 20 570 m na 24 340 m. V roce 2017 byl historický počet návštěvníků jeskyně celkem 38 milionů. V roce 2018 navštívilo jen na začátku května jeskyni čtyřicet tisíc lidí.

## Současnost
V současné době je 5,3 km jeskyně je otevřeno pro veřejnost, což je největší délka ze všech jeskyní na světě. Vedle vstupu do jeskyně se nachází administrativní budova z konce 19. století. O vánočních svátcích jsou v Postojenské jeskyni pořádána výpravná představení živého betléma.
Od doby otevření si jeskyně prohlédlo přes 40 milionů lidí. Systém jeskyní je vytvořen řekou Pivka a zahrnuje samotnou jeskyni Postojna, dále jeskyni Otok, Pivka, Črna jama a Magdalena. Teplota v podzemí se pohybuje mezi 8 až 10 °C.
V jeskyni se také nachází jediná podzemní pošta na světě.[zdroj?]

## Fauna a flóra
Jeskyně jsou také domovem endemického obojživelníka zvaného macarát jeskynní. Během prohlídky jeskyní je možno několik obojživelníků vidět ve velkém akváriu. V roce 2016 místní samice macaráta nakladla rekordních 50 vajíček a vylíhlo se přes 20 mláďat. Kromě toho zde žijí i jeskynní brouci, netopýři a spoustu dalších živočichů. Přestože je místní ekosystém křehký, díky velikosti jednotlivých prostor ovlivňuje místní vzduch spíše odlétávající písek od kolejnic vlaků, než množství oxidu uhličitého z lidské činonosti i velkého počtu návštěvníků. Rizikem je rovněž i zavlékání hnojiv a znečištění z řeky Pivky do celého systému.
Celkem žije v jeskyni 175 druhů zvířat. 115 z nich pouze žije v jeskyních a nikde jinde. V 30. letech 20. století zkategorizoval místní faunu Benno Wolf.

## Inspirace Jaroslava Haška
Jaroslav Hašek zmiňuje Postojenskou jeskyni a macaráta jeskynního v Osudech dobrého vojáka Švejka za světové války; zde jednoroční dobrovolník Marek vypravuje o svém působení v časopise Svět zvířat, pro který (podobně jako skutečný Hašek) vymýšlel fiktivní zvířata.